# Аркон (Шер)
Аркон (фр. Arcomps) насеље је и општина у централној Француској у региону Центар (регион), у департману Шер која припада префектури Сент Аман Монрон.
По подацима из 2011. године у општини је живело 303 становника, а густина насељености је износила 15,04 становника/km². Општина се простире на површини од 20,14 km². Налази се на средњој надморској висини од 200 метара (максималној 228 m, а минималној 169 m).

## Демографија
| 1962. | 1968. | 1975. | 1982. | 1990. | 1999. | 2011. |
| ----- | ----- | ----- | ----- | ----- | ----- | ----- |
| 270   | 344   | 347   | 310   | 287   | 286   | 303   |

График промене броја становника у току последњих година